# Primavera Juventus F.C.
Juventus F.C. Primavera (Settore Giovanile w języku włoskim) jest ośrodkiem gdzie trenują rezerwy zespołu Juventusu. Cały Primavera trenuje obecnie w Juventus Center, ośrodku szkoleniowym położonym w wiosce Vinovo pod Piemontem (14 km na południowy zachód od Turynu).
W sierpniu 2007 drużyna Juventusu (U-19) pojechała na Młodzieżowy Puchar Mistrzów w Malezji, które są Klubowymi Mistrzostwami Świata klubów z grupy G-14.

## Struktura
Podobnie jak AFC Ajax, Juventus utrzymuje kilka szkółek piłkarskich i obozów piłkarskich we Włoszech (skierowane dla chłopców od 8 do 16 lat, którzy chcą udoskonalić swój poziom gry. Podobne szkółki znajdują się w: USA, Meksyku i Anglii (skierowane dla chłopców do 11 do 16 lat).
Jedna z najbardziej renomowanych włoskich drużyn, Stara Dama przywiązuje wielką wagę do pracy z młodymi ludźmi. Talenty wyszukują obserwatorzy na terytorium Włoch i "talent-odkrywca" za granicą. Dowodem tego jest fakt, że włoska drużyna narodowa od połowy lat 1970 i w połowie lat 1980 był złożona głównie z młodych zawodników Juventusu nazywany Juve-Block. W ostatnich latach, Primavera Juventusu rozwijał utalentowanych piłkarz takich jak Raffaele Palladino, Antonio Nocerino, Sebastian Giovinco, Claudio Marchisio, Paolo De Ceglie, Antonio Mirante i Matteo Paro; aktualnie graczy Serie A i Reprezentacji Włoch. Raffaele Palladino, Antonio Nocerino i Claudio Marchisio wystąpili na igrzyskach olimpijskich w Pekinie w 2008 roku.

## Skład
Młodzież z sektora, zgodnie z włoskim systemem ligi piłki nożnej, jest podzielony na sześć brygad: Primavera, Berretti, Allievi, Giovanissimi, Esordienti i Pulcini
.

### Skład Primavery
W składzie drużyny Primavery występują zawodnicy od 15 do 20 lat. Według włoskiej piłki nożnej Primavera znajduje się najwyżej w młodzieżowych rozgrywkach ligowych. W każdym sezonie Primavery drużyna to eksperymentalna grupa, do procesu i/lub promocji przyszłych członków pierwszej drużyny przed rozpoczęciem mistrzostw zawodowych. Zespół konkuruje obecnie we Włoszech o mistrzostwo Campionato Nazionale Primavera. Juventus to czwarty zespół we Włoszech z największą liczbą tytułów mistrza Primavery.
Drużyna Juventusu występuje również w Torneo di Viareggio.

#### Obecny skład
Źródło:.
| Bramkarze  | Bramkarze           |
| ---------- | ------------------- |
|            | Timothy Nocchi      |
|            | Antonio Piccolo     |
|            | Carlo Pinsoglio     |
| Obrońcy    |                     |
|            | Raffaele Alcibiade  |
|            | Lorenzo Ariaudo     |
|            | Abdoulaye Bamba     |
|            | Salvatore D'Elia    |
|            | Andrea De Paola     |
|            | Marco Duravia       |
|            | Ivan Mignano        |
|            | Federico Mirarchi   |
|            | Simone Serino       |
| Pomocnicy  |                     |
|            | Luca Castiglia      |
|            | Iago Falqué Silva   |
|            | Luca Gerbraudo      |
|            | Giuseppe Giovinco   |
|            | Fabrizio Lazzeri    |
|            | Luca Marrone        |
|            | Domenico Pirrotta   |
|            | Fausto Rossi        |
|            | David Junior Toukam |
|            | Carlo Vecchione     |
| Napastnicy |                     |
|            | Alessio Curcio      |
|            | Ayub Daud           |
|            | Simone Esposito     |
|            | Ciro Immobile       |
|            | Antonio Libertazzi  |

#### Sztab szkoleniowy
- Główny trener: Massimo Maddaloni
- Trener bramkarzy: Claudio Maiani
- Trenerzy wytrzymałościowi: Marco Curletti, Mario Rotondale
- Lekarz: Dr. Paolo Gola
- Masażysta: Gianluca Rossi

#### Osiągnięcia

##### Osiągnięcia krajowe
- Mistrz Primavery (4): 1962-63; 1971-72; 1993-94; 2005-06
- Primavera TIM Cup (3): 1994-95; 2003-04; 2006-07
- Primavera TIM Super Cup (2): 2006; 2007 (rekord).

##### Osiągnięcia międzynarodowe
- Torneo di Viareggio (6): 1961; 1994; 2003; 2004; 2005; 2009
- City of Gubbio Youth International Tournament (1): 2003
- Filippo De Cecco Memorial Tournament (3): 2004-05; 2005-06; 2007-08 (rekord).

### Skład Berretti
Berretti jest drużyną w której występują zawodnicy do lat 19.

#### Obecny skład
Źródło:.
| Bramkarze  | Bramkarze             |
| ---------- | --------------------- |
|            | Marco Bodrito         |
|            | Samuele De Miglio     |
|            | Mattia Petitti        |
| Obrońcy    |                       |
|            | Nicolo Bainotti       |
|            | Yobie Bassaoule       |
|            | Roberto Crivello      |
|            | Vittorio Ferrero      |
|            | Luca Nuzzolese        |
|            | Dario Romano          |
|            | Tommaso Silvestri     |
| Pomocnicy  |                       |
|            | Filippo Boniperti     |
|            | Manuel Giandonato     |
|            | Andrea Gramaglia      |
|            | Luca Indorante        |
|            | Massimiliano La Rocca |
|            | Luca Raimondi         |
|            | Alex Tuninetti        |
|            | Vincenzo Visciglia    |
| Napastnicy |                       |
|            | Luigi Barbetti        |
|            | Luca Belcastro        |
|            | Walter Carta          |
|            | Davide Castagno       |
|            | Ricchardo Enrico      |
|            | Marco Schena          |
|            | Giovanni Terrazzino   |

#### Sztab szkoleniowy
- Trener: Maurizio Schincaglia
- Trener bramkarzy: Lorenzo Frison
- Trener wytrzymałościowy: Prof. Carlo Lanati
- Lekarz: Dr. Piero Negri
- Masarzysta: Maurizio Delfini

#### Osiągnięcia

##### Osiągnięcia krajowe
- Berretti (3): 2001-02; 2003-04; 2004-05

##### Osiągnięcia międzynarodowe
- San Remo Carlin's Boys International Tournament (6) : 1961; 1965; 1967; 1997; 1998; 2004 (rekord).
- Salice Teme's International Tournament (1): 2003.

## Sztab centralny
- Dyrektor: Ciro Ferrara
- Trener drużyny U-20 i U-19: Vincenzo Chiarenza
- Menedżer szkółki piłkarskiej:Marco Marchi
- Dyrektor sztabu medycznego: Dr. Riccardo Agricola
- Lekarze: Dr. Michele Manlio Albano (Physiatry), Dr. Gianluca Alunni (Cardiology), Dr. Angelo De Fino (General medicine), Dr. Paolo Gola, Dr. Piero Negri, Dr. Luca Stefanini and Dr. Marcello Valenti (Sports medicine)

## Słynni piłkarze
| - Giancarlo Bercellino Iº - Roberto Bettega - Carlo Bigatto Iº - Giampiero Boniperti - Sergio Brio - Gianpiero Combi - Alessandro Del Piero - Andrea Fortunato - Giuseppe Furino - Guglielmo Gabetto - Giuseppe Galderisi - Guido Marchi | - Pio Marchi - Carlo Mattrel - Domenico Marrocchino - Carlo Parola - Pietro Rava - Tomasso Rocchi - Paolo Rossi - Gianluigi Roveta - Salvatore Schillaci - Umberto Colombo - Giovanni Viola |